# Unbreakable (chanson de Michael Jackson)
Pour les articles homonymes, voir Unbreakable.
Pistes de Invincible
Heartbreaker
(2)
Unbreakable est une chanson R&B et pop qui figure dans l’album  Invincible (2001) de Michael Jackson. 

## Présentation
La chanson est la première piste de l'album et également la plus longue, avec 6 minutes et 26 secondes. Il s'agit d'un titre de style new jack swing influencé par de la pop avec quelques éléments de hip-hop et des basses très présentes. La chanson, dont le titre serait littéralement en français « Incassable », parle de la résilience, du fait de ne jamais abandonner et lâcher ses projets face aux critiques et attaques. Les paroles font ainsi référence aux problèmes juridiques et personnels de Jackson.

## Annulation du single et du clip
Jackson avait prévu que Unbreakable soit le premier single à être extrait d'Invincible, avec un vidéo-clip l'accompagnant (la rumeur dit qu'il aurait pu être réalisé par George Lucas). Sony Music lui a préféré You Rock My World et Unbreakable ne connaîtra finalement aucune sortie en single et vidéo-clip à cause de la décision de Sony Music d'arrêter toute promotion de l'album seulement trois mois après sa sortie.

## Crédits
- Chant : Michael Jackson, Notorious B.I.G
- Instruments : Michael Jackson et Rodney Jerkins
- Orchestration et enregistrement : Jeremy Lubbock
- Mixé par : Bruce Swedien, Rodney Jerkins et Stuart Brawley
- Participation dans les chœurs : Brandy

## A propos
Unbreakable bénéficie d'une partie rappée, issue du titre You Can't Stop the Reign (1996) de Shaquille O'Neal et chantée par The Notorious B.I.G.. A noter que les deux rappeurs avaient participé à l'album History (1995) de Michael Jackson dans les titres « 2Bad » pour Shaquille O’Neal et « This Time Around » pour The Notorious B.I.G.